# 텍사스 전기톱 연쇄살인사건: 0
《텍사스 전기톱 연쇄살인사건 - 0》(The Texas Chainsaw Massacre: The Beginning)는 미국에서 제작된 조나단 리브스만 감독의 2006년 공포, 스릴러 영화이다. 조다나 브류스터 등이 주연으로 출연하였고 마이클 베이 등이 제작에 참여하였다.
이 영화는 2006년 10월 6일 북아메리카에서 개봉되었다.

## 출연

### 주연
- 조다나 브류스터
- 테일러 핸들리
- 다이오라 베어드
- 맷 보머

### 조연
- 사이아 바튼
- 앤드류 브리니아스키
- L.A. 캘킨스
- 팀 드 잔
- R. 리 이메이

## 기타
- 공동제작: 엘머 컷러프
- 미술: 마르코 루베오
- 의상: 마리언 시오
- Ass-PD: K.C. 호든필드
- 배역: 리사 필즈